# Hounslow East (métro de Londres)
Hounslow East est une station de la Piccadilly line du métro de Londres, en zone 4. Elle est située à Hounslow, dans le Borough londonien de Hounslow.

## À proximité
- Hounslow (ville)